# Glorious Days – The Very Best Of
Glorious Days – The Very Best Of er et tredobbelt opsamlingsalbum fra den danske poprock-duo Sko/Torp. Det udkom den 26. februar 2007 på EMI, og var gruppens første udspil efter at de var blev gendannet i 2004. Det er ifølge sanger Søren Sko "lidt at anse som arven, man giver videre til sine børn. Jeg føler desuden, at vi på en måde lukker en dør og åbner en ny".
Albummets to første CD'er indeholder sange fra Sko/Torps fire studiealbum udsendt i perioden 1990–1996, samt fire nye sange der oprindeligt blev indspillet til gruppens forrige studiealbum, A Perfect Day (1996). Det var oprindeligt planen at Sko/Torp ville udgive et nyt studiealbum i 2007, men EMI valgte i forbindelse med duoens gendannelse at udgive et opsamlingsalbum samme år. Søren Sko har i den forbindelse udtalt at de valgte at "arbejde positivt med, så det ikke bare blev en kedelig opsamling". Således indeholder albummet, foruden de fire nye sange, også en tredje CD med akustiske liveoptagelser.

## Spor
CD 1
1. "On A Long Lonely Night"
2. "Wheels"
3. "Get Ready"
4. "Young Girls Heart"
5. "Looser's Game"
6. "Voice Keeps Calling"
7. "Familiar Roads"
8. "Glorious Days"
9. "Dolphin Girl"
10. "Closer To Me"
11. "I Know A Girl"
12. "Same Old Me"
13. "The Golden Girls"
14. "In The Way Of An Angel"
15. "I'll Be There For You"

CD 2
1. "True Confessions"
2. "Waiting For Her Heart"
3. "Desperate Man"
4. "I A'int Got Too Many Problems"
5. "Bring The Girls On"
6. "If Your Were My Brother"
7. "Sweet Imagination"
8. "Cupid & Venus"
9. "Need No Reason (On A Perfect Day)"
10. "My Intuition"
11. "I Want You To Stay" (ny)
12. "Daddy's Little Girl" (ny)
13. "Walking Angel" (ny)
14. "The Longin'" (ny)
15. "On A Long Lonely Night" (live)

CD 3
1. "Loser's Game"
2. "All That Words Reveal"
3. "Dolphin Girl"
4. "Wheels"
5. "That's What It's All About"
6. "Young Girl's Heart"
7. "Baby Can You Tell Me Why"
8. "Early In The Morning"
9. "I Know A Girl"
10. "Familiar Roads"